# Kypello Ellados
La  Coppa di Grecia (gr. Κύπελλο Ελλάδος) è la seconda competizione per importanza del campionato greco di calcio dopo la Souper Ligka Ellada, ed è organizzata dalla Federazione calcistica ellenica. È un torneo ad eliminazione aperto ai soli club professionistici o semiprofessionistici nazionali.

## Albo d'oro
Per ogni stagione è riportato il risultato della finale.

## Vittorie per squadra
| Squadra          | Vittorie | Secondi posti | Anni vittorie |
| ---------------- | -------- | ------------- | --- |
| Olympiacos Pireo | 29       | 14            | 1947, 1951, 1952, 1953, 1954, 1957, 1958, 1959, 1960, 1961, 1963, 1965, 1968, 1971, 1973, 1975, 1981, 1990, 1992, 1999, 2005, 2006, 2008, 2009, 2012, 2013, 2015, 2020, 2025 |
| Panathīnaïkos    | 20       | 11            | 1940, 1948, 1955, 1967, 1969, 1977, 1982, 1984, 1986, 1988, 1989, 1991, 1993, 1994, 1995, 2004, 2010, 2014, 2022, 2024                                                       |
| AEK Atene        | 16       | 11            | 1932, 1939, 1949, 1950, 1956, 1964, 1966, 1978, 1983, 1996, 1997, 2000, 2002, 2011, 2016, 2023                                                                               |
| PAOK             | 8        | 15            | 1972, 1974, 2001, 2003, 2017, 2018, 2019, 2021 |
| Paniōnios        | 2        | 4             | 1979, 1998 |
| Larissa          | 2        | 2             | 1985, 2007 |
| Arīs Salonicco   | 1        | 9             | 1970 |
| Īraklīs          | 1        | 4             | 1976 |
| OFI Creta        | 1        | 2             | 1987 |
| Ethnikos Pireo   | 1        | -             | 1933 |
| Kastoria         | 1        | -             | 1980 |

## Vittorie per città
| Città      | Titoli | Squadre vincitrici                        |
| ---------- | ------ | ----------------------------------------- |
| Atene      | 36     | Panathīnaïkos (20), AEK Atene (16)        |
| Il Pireo   | 30     | Olympiacos (28), Ethnikos Pireo (1)       |
| Salonicco  | 10     | PAOK (8), Arīs Salonicco (1), Īraklīs (1) |
| Larissa    | 2      | Larissa (2)                               |
| Nea Smyrnī | 2      | Paniōnios (2)                             |
| Candia     | 1      | OFI Creta (1)                             |
| Kastoria   | 1      | Kastoria (1)                              |